# Parc de Barnäng
Le parc de Barnäng (en suédois : Barnängsparken) est un parc du quartier de Södermalm à Stockholm en Suède. 

## Description
Le parc est situé entre Färgargårdstorget et Tegelviksgatan 62, et descend jusqu'au quai de Hammarby Sjö.
Le parc de 0.5 hectares a été nommé en 1979, il doit son nom a l'ilôt Barnängen dans lequel il se trouve. 
À côté du parc se trouve Barnängsbryggan, un terminal de traversiers pour le trafic vers Hammarby sjöstad.
La conception actuelle du parc date du début des années 1990, en lien avec les bâtiments environnants. 
Le parc est constitué principalement d'espaces verts traversés par des allées. Une allée de tilleuls mène à la ferme de Barnängen. La gestion des eaux pluviales est assurée par un caniveau dans le pavage de la rue principale le long du bord ouest. 
Il y a également une aire de jeux clôturée avec de petites chalets de jeu, des balançoires et des poutres d'équilibre dans la zone en forme de croissant au sud de Barnängens gård.

## Galerie

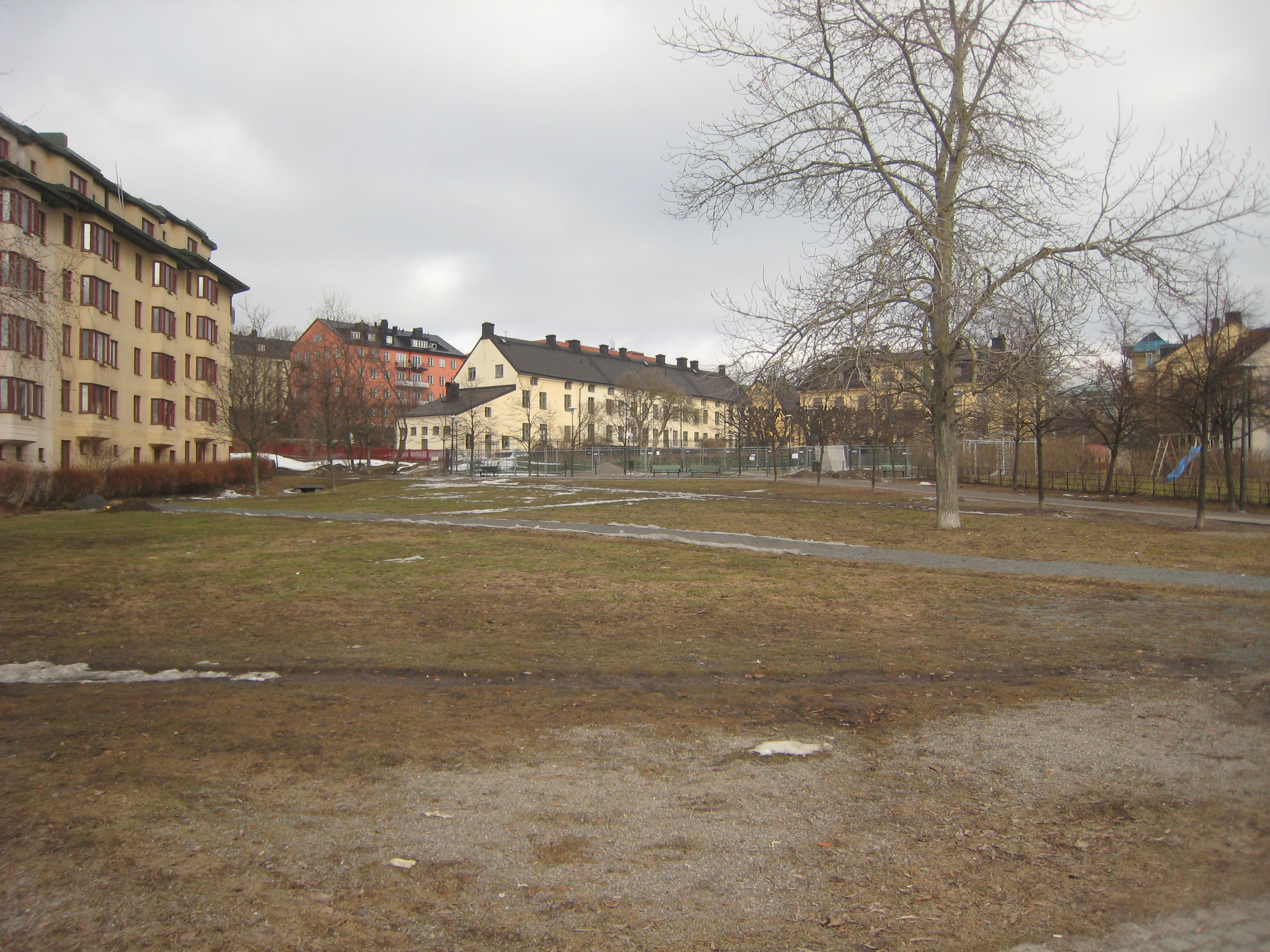